# Eduardo Damasceno
Eduardo Damasceno é um quadrinista brasileiro. Criou, junto com Luís Felipe Garrocho, o site Quadrinhos Rasos, que publicava webcomics a partir de letras de música. Em 2012, ganhou o 24º Troféu HQ Mix na categoria "Homenagem especial" pela graphic novel Achados e Perdidos, feita em parceria com Garrocho e Bruno Ito (responsável pelas músicas do CD que acompanha o livro). Em 2013, lançou com Garrocho a graphic novel infantil Cosmonauta Cosmo. No mesmo ano a dupla foi convidada para participar do projeto Graphic MSP, criando uma HQ com o personagem Bidu. Ele é ex-professor e ex-aluno da Casa dos Quadrinhos – Escola Técnica de Artes Visuais.Ele também participou da elaboração dos cenários do longa metragem Wolfwalkers, do estúdio irlandês de animação Cartoon Saloon. O longa metragem entrou na disputa de Melhor Animação no Globo de Ouro e no Oscar de 2021.